# چانگ هی-سوک
چانگ هی-سوک (انگلیسی: Chang Hee-sook؛ زادهٔ ۵ مارس ۱۹۵۵) بازیکن والیبال اهل کره جنوبی است.